# 扬州中国大运河博物馆
扬州中国大运河博物馆（英语：China Grand Canal Museum，简称“运博”），位于中国江苏省扬州市运河三湾生态文化公园，是一座现代化综合性大运河主题博物馆。该博物馆的主要功能是文物保护、科研展陈、社会教育。
博物馆由扬州建设，南京博物院运营，占地约200亩，总面积约8万平方米，展陈面积约1.8万平方米，内设11个专题展览。全流域、全时段地展现大运河文化。

## 历史沿革
- 2018年10月12日， “2018 年世界运河城市论坛”分论坛之“世界运河城市博物馆馆长论坛”召开，中国大运河博物馆宣布选址江苏扬州三湾，并公布初步设计方案。[6]
- 2019年5月5日上午，中国大运河博物馆（筹）奠基仪式在运河三湾风景区举行。[7]
- 2020年11月19日，扬州中国大运河博物馆定名。[4]
- 2021年6月10日，“大运河博物馆联盟”正式成立。[8]
- 2021年6月16日，大运河文化发展论坛暨扬州中国大运河博物馆建成开放活动举行，博物馆正式开放。[9]

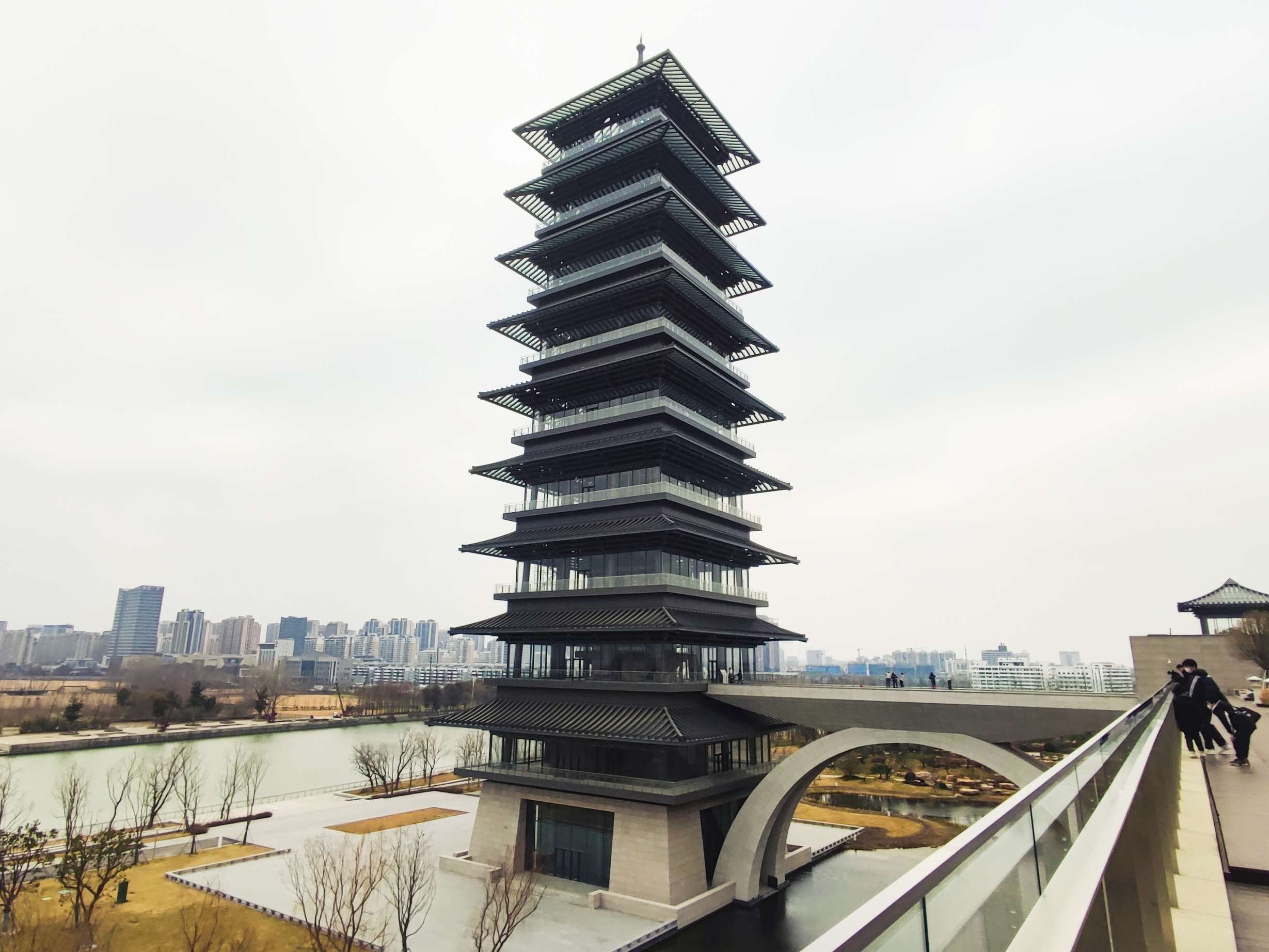
大运塔

### 专题展厅

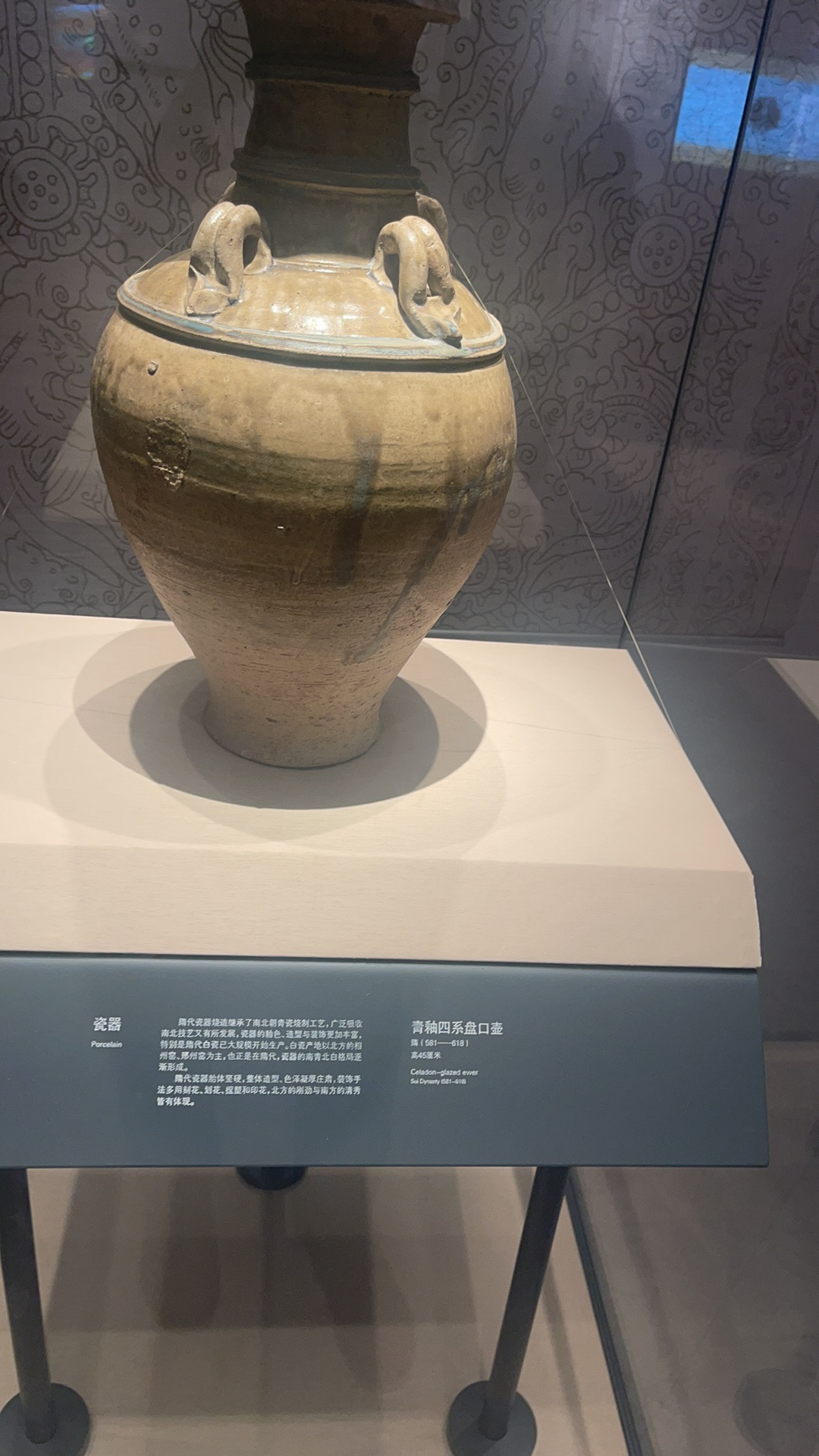
隋炀帝与大运河

## 内设展厅

### 常设展厅[10]
- “大运河——中国的世界文化遗产”
- “因运而生——大运河街肆印象”

### 专题展厅[10]
- “中国大运河史诗图卷”
- “紫禁城与大运河”
- “隋炀帝与大运河”
- “世界知名运河与运河城市”
- “大运河的非物质文化遗产”
- “运河湿地寻趣”

### 数字化沉浸式体验展[10]
- “运河上的舟楫”
- “河之恋”